# Wild About Harry
Wild About Harry (alternativ: Wild About Harry – Ein Koch spielt verrückt) ist eine britisch-deutsch-irisch-dänische Komödie von Declan Lowney aus dem Jahr 2000.

## Handlung
Harry McKee ist ein erfolgreicher Fernsehkoch bei einem regionalen Sender. Obwohl er aufgrund seiner Alkoholeskapaden schon häufiger in den Zeitungen stand, ist er bei den Zuschauern sehr beliebt. Im Privatleben sieht es für ihn allerdings anders aus: Seine von ihm mehrfach betrogene Frau Ruth will sich von ihm scheiden lassen. Emotional etwas aufgewühlt stellt er in seiner Kochsendung daher den Lokalpolitiker Walter Adair bloß, indem er sich über seine sexuellen Vorlieben lustig macht. Im anschließenden Gerichtsverfahren, bei dem die Einzelheiten seiner Scheidung geklärt werden sollen, bricht Harry zusammen.
Als er nach einigen Tagen im Koma wieder erwacht, leidet Harry an einer Amnesie. Die letzten 25 Jahre scheinen aus seiner Erinnerung gelöscht worden zu sein. Er befindet sich nun im selben Krankenhaus wie der Politiker Adair, der sich seit der Flucht vor aufdringlichen Journalisten und dem damit verbundenen Sturz von einer Brücke, behandeln lassen muss.
Obwohl Harrys Frau und seine Kinder ihm nicht recht glauben wollen und die Amnesie für einen Trick halten die Scheidung hinauszuzögern, nehmen sie ihn wieder zuhause auf. Mittels alter Fotoalben versuchen sie seine Erinnerung wieder aufzufrischen. Auf Anraten der Ärzte verheimlichen sie ihm allerdings seine TV-Koch-Karriere.
Darüber wird er jedoch von seinem Freund und Anwalt aufgeklärt. Von ihm erfährt er auch, dass sich seine Frau von ihm scheiden lassen möchte. Obwohl Harrys komplette Erinnerung noch nicht zurückgekommen ist, drängt ihn sein Aufnahmeleiter, wieder mit den Kochsendungen fortzufahren. Während der ersten Show stört plötzlich ein Zuschauer den Ablauf. Es ist der als Frau verkleidete Walter Adair, der eine Waffe zieht und Harry bedroht. Die Sendung wird darauf auch auf überregionalen Sendern live geschaltet. Der mittlerweile geläuterte Koch will sich bereits seinem Schicksal hingeben, da erscheint auf einmal Ruth. Nachdem es ihr gelungen ist Adair zu entwaffnen, verspricht sie Harry sich wieder mit ihm zu versöhnen. Sie besteht allerdings auf der Scheidung und fordert ihn auf sein Leben zu überdenken. Erst wenn er sich ganz sicher sei, dass er eine gemeinsame Zukunft mit ihr wolle, solle er sich wieder bei ihr melden. Harry prophezeit, sich noch am selben Tag bei ihr melden zu wollen und beendet – als ob nichts gewesen wäre – seine Kochsendung, indem er die Gäste der nächsten Show ankündigt.

## Hintergrund
Der Film wurde erstmals am 5. Oktober 2000 beim Dinard Festival of British Cinema aufgeführt. Gedreht wurde der Film in County Down, Nordirland.

## Kritik
Prisma fand, Regisseur Declan Lowney drehte einen „abwechslungsreichen, schwarzhumorigen Spaß mit guter Besetzung, zündenden Gags und einem gelungenen Feel-Good-Ende vor der stimmigen Kulisse Nordirlands“.
Im Guardian bezeichnet Peter Bradshaw den Film hingegen nur als eine nette Idee. Harry würde seine Erinnerung zu schnell zurückerlangen, sodass keine interessante Entwicklung stattfinde. Der bittersüße Schmerz müsse einer ausgedehnten Wohlfühl-Komödie und einer Alltags-Nebenhandlung mit einem fehlgecasteten James Nesbitt weichen.